# الشيخ بورقعة
الشيخ بورقعة أو مساعدية أحمد بن محمد  من مواليد عام 1903 بمشتة النعشة عرش أولاد ضياء بلدية عين الزانة، وهي إحدى بلديات سوق أهراس، وقد غلب عليه لقب بورقعة منذ حداثة سنه نتيجة أرتدائه للباس المرقع.

## أشهر الأغاني
- يا خوي مريض والقلب مكدر
- عياني البر روحي ضاقت فيه
- أتبقوا على خير ما قعدت نية
- العبد الممحون يتذكر ما صاير بيه
- هذا رايك يا مدعية
- أهلكتيني برايك كيدرتي.

## وصلات داخلية
- موسيقى جزائرية